# Favia stelligera
Espèce
Statut CITES
Favia stelligera est une espèce de coraux appartenant à la famille des Faviidae. Selon WoRMS, cette espèce n'est pas valide et correspond à Goniastrea stelligera Dana, 1846.